# Indotritia missouri
Indotritia missouri är en kvalsterart som beskrevs av Wojciech Niedbała 2002. Indotritia missouri ingår i släktet Indotritia och familjen Oribotritiidae. Inga underarter finns listade i Catalogue of Life.